# Der Mann mit der eisernen Maske (1977)
Der Mann mit der eisernen Maske (The Man in the Iron Mask) ist ein fürs Fernsehen produzierter britisch-amerikanischer Abenteuerfilm aus dem Jahr 1977. Er behandelt die Legende des Mannes mit der eisernen Maske nach dem Roman von Alexandre Dumas dem Älteren. Die Hauptrolle spielt Richard Chamberlain, Regie führte Mike Newell.

## Handlung
Philippe ist hier der ältere Zwilling und rechtmäßige Thronerbe, wird jedoch auf Anweisung von Kardinal Mazarin, dem Nachfolger Richelieus, gegenüber seinen Eltern für tot erklärt und weggesperrt. Neben anderen ist der aufstrebende Nicolas Fouquet, Protege des Kardinals, in die Intrige verwickelt.
Nachdem Louis sich als ein König erweist, der sich mehr für sein eigenes Vergnügen – etwa Frauen und Tanzen – denn Frankreich und die Menschen darin interessiert, beschließt D'Artagnan, den rechtmäßigen Erben einzusetzen. Da er nicht beweisen kann, dass Philippe der ältere Bruder Louis’ ist, soll dies durch einen verdeckten Austausch geschehen, um keine Staatskrise heraufzubeschwören. Unterstützung erhält er von Colbert, der noch eine Rechnung mit Fouquet, der mittlerweile zum Finanzminister aufgestiegen ist, offen hat.
Sie nehmen sich des abgeschieden aufgewachsenen jungen Mannes an, offenbaren ihm, wer er ist, was sie vorhaben und beginnen seine Ausbildung, da er mit den höfischen Gepflogenheiten nicht vertraut ist.
Fouquet erfährt über Gerüchte, dass die Brüder ausgetauscht werden sollen, lässt den ahnungslosen Philippe abermals entführen und in die Festung der Insel St. Marguerite verbringen. Dort bekommt er die namensgebende Eisenmaske angepasst, damit niemandem die Ähnlichkeit auffallen kann.
D'Artagnan gelingt es, Philippe zu befreien; die Verschwörer nutzen einen Maskenball, um Philippe ins Schloss Versailles einzuschleusen, um ihn dort gegen Louis auszutauschen.
Der Plan wird jedoch dem anwesenden Fouquet verraten, der Phillipe, der vorgibt, Louis zu sein, verhaften und erneut mit der eisernen Maske in die Bastille verbringen lässt. Louis erweist sich aber keineswegs als dankbar, da Fouquet getäuscht wurde: Erst durch dessen Eingreifen fand der Austausch tatsächlich statt.
Fouquet muss sich endgültig geschlagen geben, als Königin Maria Teresa Philippe als Ihren Mann anerkennt, nachdem dieser Ihr geschworen hat, sie zu ehren und mit allem gebotenem Anstand und Respekt zu behandeln – etwas, das der echte Louis nie getan hat.

## Synchronisation
Es existieren zwei deutsche Synchronfassungen, eine für die BRD und eine für die DDR. Die West-Fassung entstand unter der Dialogregie von Arne Elsholtz. Die Ost-Fassung entstand im DEFA Studio für Synchronisation, Leipzig. Eva Weise schrieb das Dialogbuch und Rainer Gerlach führte Regie.
| Rolle                 | Darsteller          | Synchronsprecher (BRD 1977) | Synchronsprecher (DDR 1979) |
| --------------------- | ------------------- | --------------------------- | --------------------------- |
| Louis XIV. / Philippe | Richard Chamberlain | Thomas Danneberg            | Gottfried Richter           |
| Nicolas Fouquet       | Patrick McGoohan    | Horst Schön                 | Dieter Leinhos              |
| D'Artagnan            | Louis Jourdan       | Horst Stark                 | Rüdiger Evers               |
| Louise de La Vallière | Jenny Agutter       | Joseline Gassen             | Ingrid Hille                |
| Duval                 | Ian Holm            | Edgar Ott                   | ?                           |
| Jean-Baptiste Colbert | Ralph Richardson    | Friedrich Schoenfelder      | Günther Grabbert            |
| Claude                | Denis Lawson        | Uwe Paulsen                 | ?                           |
| Montfleury            | Hugh Fraser         | Arne Elsholtz               | ?                           |

## Kritiken
Mediabiz urteilte:

„Die Verfilmung des klassischen Romans von Alexandre Dumas, 20 Jahre später, von Vier Hochzeiten und ein Todesfall-Regisseur Mike Newell ist ebenso wenig eine kongeniale Adaption wie die spätere Adaption aus dem Jahr 1998 mit Leonardo DiCaprio in der Hauptrolle. Der britischen Produktion fehlen hier über weite Strecken Einfallsreichtum und Tempo, und auch Frauenschwarm Richard Chamberlain kann in seiner Doppelrolle nicht mehr aus dem Film herausholen als einen soliden Historienschinken.“

## Veröffentlichung
Der Film feierte seine Premiere am 17. Januar 1977 in den USA. Obwohl es sich um einen Fernsehfilm handelt, hatte er seine Deutschlandpremiere im Kino (Start: 20. Januar 1977). In der DDR erschien der Film am 6. April 1979. In Großbritannien erschien er 1986 direkt auf Videokassette.

## Auszeichnungen
Emmy 1977
- Nominierung in der Kategorie adaptiertes Drehbuch für William Bast
- Nominierung in der Kategorie Kostümdesign für Olga Lehmann